# Marina Peña-Rey Bouzas
Marina Peña-Rey Bouzas (Viascón, 8 de abril de 1914-México, 30 de agosto de 2001) fue una de las primeras mujeres universitarias en la Universidad de Santiago de Compostela (USC).

## Trayectoria
Marina era hija de Celia Bouzas Barreiro y de Manuel Peña Rey, médico y director del Hospital Provincial de Ourense hasta su despido y detención en julio de 1936. En 1929, Peña-Rey ingresó en la Facultad de Farmacia de la Universidad de Santiago de Compostela, finalizando sus estudios en 1933. Ese año se fue a Madrid a completar sus estudios, alojándose en la Residencia de Señoritas.
Militó en el Partido Galeguista y se casó con Luis Fanjul, con quien se exilió en México tras la guerra civil. Su carrera profesional se vio interrumpida por la guerra y el exilio.
Su marido vivía en la Residencia de Estudiantes. Fue jefe de laboratorio de hematología de la Facultad de Medicina de la Universidad de Madrid. En el exilio fijaron su residencia en México donde Peña-Rey murió en 2002.